# Воронин, Павел Мартынович
Павел Мартынович Воронин (14 декабря 1918, Максимильяновка, Екатеринославская губерния — 23 августа 2003, Луганск) — гвардии старшина Рабоче-крестьянской Красной Армии, участник Великой Отечественной войны, Герой Советского Союза (1945).

## Биография
Павел Воронин родился 14 декабря 1918 года в селе Максимильяновка (ныне — Марьинский район Донецкой области Украины) в рабочей семье. Окончил десять классов школы, после чего работал помощником машиниста паровоза в городе Макеевке.
В 1939 году Воронин был призван на службу в Рабоче-крестьянскую Красную Армию. С 1941 года — на фронтах Великой Отечественной войны в пехоте. В декабре 1941 года был контужен, а затем тяжело ранен. После лечения в госпитале направлен в запасной танковый полк, где овладел специальностями командира орудия Т-34, пулемётчика-радиста и механика-водителя. Направлен в 18-й гвардейский танковый полк 1-й гвардейской механизированной бригады 1-го гвардейского механизированного корпуса на должность командира башни Т-34 1-й танковой роты. Гвардии старший сержант Павел Воронин участвовал в Сталинградской битве. За отличие в бою 17 декабря 1942 года за населённый пункт Астахов под Луганском награждён медалью «За отвагу» (31 декабря 1942).
30 января 1943 года во время Донбасской наступательной операции танк Воронина был подбит, были ранены все члены экипажа: командир роты Губайдулин, механик-водитель Баканов, пулемётчик-радист Стеблин и заряжающий Воронин. Несмотря на направление на лечение в эвакогоспиталь, Воронин самовольно вернулся из медсанбата в свой полк. Спустя месяц назначен командиром танка.
К январю 1945 года гвардии старшина Павел Воронин командовал танком 18-м гвардейским танковым полком 1-й гвардейской механизированной бригады 1-го гвардейского механизированного корпуса 3-го Украинского фронта.
Особо отличился во время освобождения Венгрии и Австрии. В ходе боёв под Будапештом в январе и Веной в апреле 1945 года командир танка М4-А2 Воронин в составе экипажа подбил 10 вражеских танков и штурмовых орудий.
Указом Президиума Верховного Совета СССР от 29 июня 1945 года за «образцовое выполнение боевых заданий командования на фронте борьбы с немецкими захватчиками и проявленные при этом мужество и героизм» гвардии старшина Павел Воронин был удостоен высокого звания Героя Советского Союза с вручением ордена Ленина и медали «Золотая Звезда» за номером 8723.
Участвовал в Параде Победы.
Всего за годы войны был трижды ранен и один раз контужен. После окончания войны был демобилизован. Окончил Донецкую межобластную партшколу, затем вечернее отделение Ворошиловградского машиностроительного института. Проживал в Луганске, находился на партийной и хозяйственной работе. Работал в Ворошиловградском горкоме КПСС, затем инженером-технологом железнодорожного цеха тепловозостроительного завода имени Октябрьской Революции, главным инженером областного управления «Вторчермет».
Вместе с женой Н. М. Иванцовой (бывшей разведчицей — связной штаба Краснодонской подпольной комсомольской организации «Молодая гвардия») участвовал в работе по патриотическому воспитанию молодёжи.
Умер 23 августа 2003 года, похоронен в Луганске.

## Награды и звания
- Герой Советского Союза (29 июня 1945[4]; медаль «Золотая Звезда» № 8723);
- Украинский орден Богдана Хмельницкого III степени (5.05.1999)[5].
- орден Ленина (29 июня 1945);
- три ордена Отечественной войны I степени (7 февраля 1945[6], 4 мая 1945[7], 16 мая 1945[8]);
- медали, в том числе:
  - медаль «За отвагу» (31 декабря 1942).

## Память
Имя П. М. Воронина увековечено на обелиске Героев Советского Союза в центре Луганска.
В аллее Героев 1-го гвардейского механизированного корпуса Тбилисского военного округа установлен его бюст.